# 和多田勝

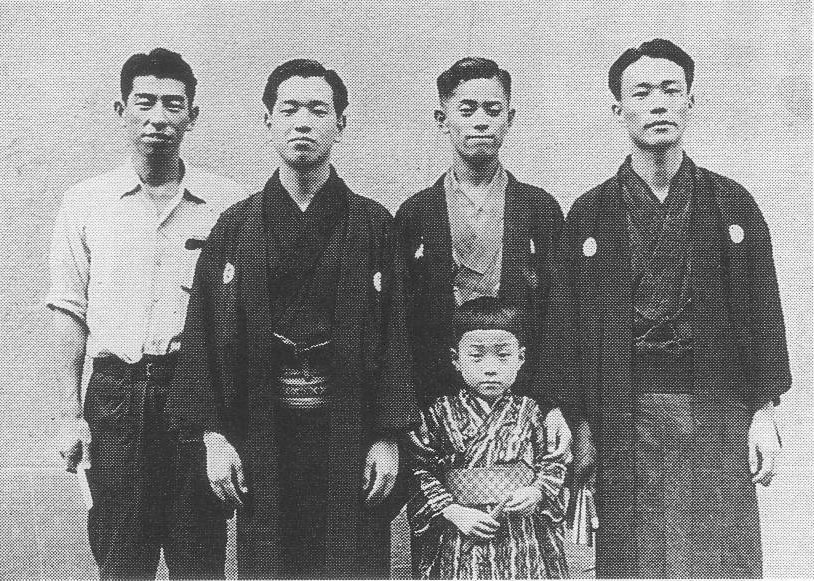
「戎松日曜会」。後列右が六代目松鶴（当時は光鶴あるいは枝鶴）。左に三代目米之助、五代目文枝（当時あやめ）、旭堂南陵（当時二代目小南陵）。子供は和多田勝（当時小つる）

和多田 勝（わただ まさる、1942年1月20日 - 1994年1月31日）は、上方噺家・エッセイスト・イラストレーター・タレント。芸名は笑福亭小つる（しょうふくてい こつる）。5代目笑福亭松鶴の孫（娘の子）で、6代目松鶴の甥にあたる。

## 来歴

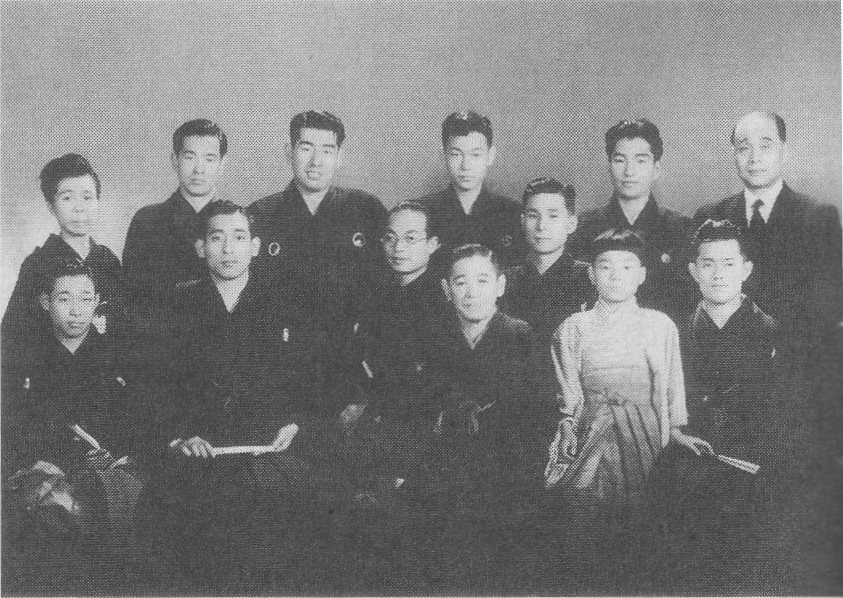
1955年正月、「宝塚若手落語会」
前列の子供。笑福亭小つる時代の和多田勝

大阪市に生まれ、生家は呉服屋、子供の頃から祖父・5代目松鶴に連れられ寄席通いをした。1947年7月に正式に5代目松鶴に入門し「笑福亭小つる」を名乗り、翌年1月に大阪市今里の双葉館で初舞台を踏む。小唄や寄席踊りで高座を勤め人気者になる。中学校卒業頃まで高座を勤め、大阪市立工芸高等学校を入学と同時にいったん廃業し学業に専念。
高校の美術油絵科を卒業後の1963年、そごう宣伝部に就職し、1970年まで勤める。そごう退社後は本名の「和多田勝」名義でエッセイスト・イラストレーターに転業。落語関係の著書や落語のレコードの挿絵や落語速記本の挿絵などを書いたり、落語・演芸の解説をしたり、テレビやラジオ出演して活躍する。
1983年に秋田實賞を受賞。
1994年1月31日に膵臓癌で死去。

## 著書
- 『オチの表情』少年社、1978年※秋田實と共書。
- 『笑芸人生劇場 花月亭九里丸伝』少年社、1981年
- 『大阪三六五日事典』少年社、1984年
  - 東方出版より2002年に復刊
- 『なにわ夢先案内』保育社、1990年
- 『言うて暮しているうちに』 第2版創元社、1993年※7代目竹本住大夫と共書。
- 『ふらり大阪』東方出版、1995年
- 『大阪ぬくもり百景』大阪都市協会、1995年※松葉健と共書。
- 『はんなり大阪 和多田勝イラスト画集』東方出版、1995年

他